# 纳塔莉·库克
納塔麗·庫克（1975年1月19日—），出生於澳洲昆士蘭州的湯斯維爾，是一位沙灘排球運動員。庫克1996年首次參加奧運，即奪得一面銅牌。2000年悉尼奧運，庫克主場出擊，為澳洲取得一面金牌，之後更被澳洲獲頒最高榮譽的OAM。2004年及2008年庫克都有出戰奧運，但都無功而回。2003年，庫克與搭擋嬴得世界沙灘排球錦標賽後，世界排名曾跳升至第五位。